# Únikový systém

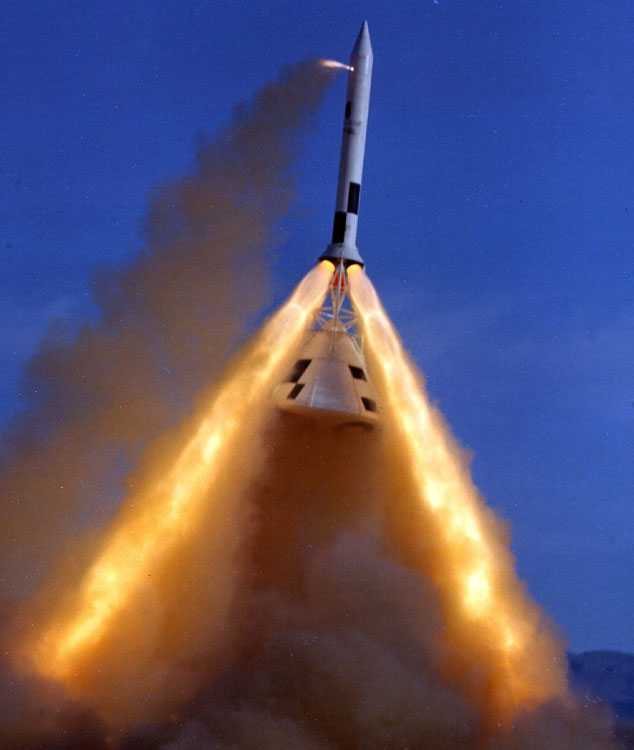
Test únikového systému

Únikový systém (Launch Escape System - LES) je zařízení instalované na kosmické lodi, které má za úkol zachránit modul s posádkou v případě že dojde k nehodě a nebude dostatek času k opuštění rakety normální cestou. Zařízení bývá umístěno na špici kosmického modulu, konstrukčně se jedná o věž s výkonnými motory na tuhé pohonné látky. Na únikový systém bývají většinou napojeny další systémy pro ochranu posádky, jako například systém vystřelování padáků, radio-maják nebo přistávací vak (airbag). Únikový systém se poprvé objevil na konci padesátých let na kapslích Mercury. Později jej používaly americké kosmické lodi programu Apollo. Ruské a dříve sovětské lodi používaly a používají obdobný systém. Vyvíjená kosmická loď Orion bude první americkou lodí od dob Apolla vybavenou únikovým systémem.

## Technický popis

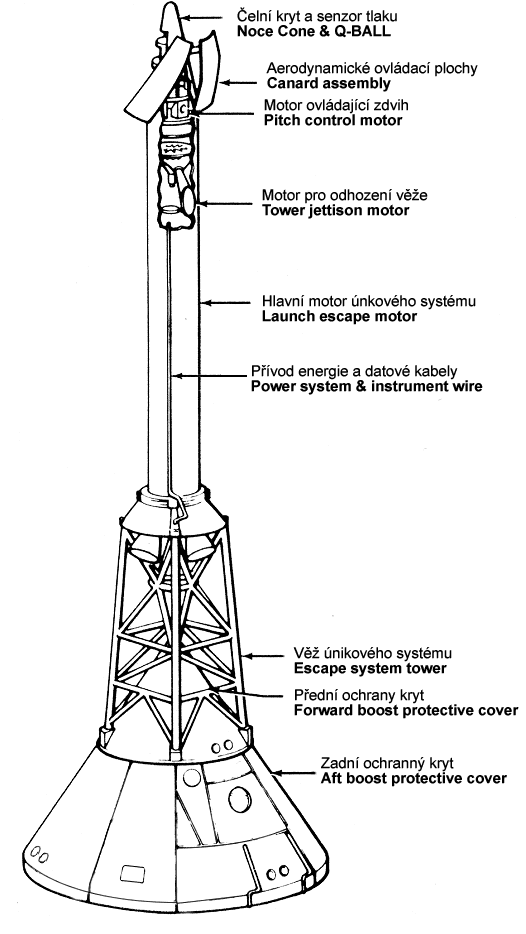
Popis únového systému lodi Apollo

Únikové systémy různých kosmických lodí se mohou lišit, ale základní princip je stejný. Následující popis se zabývá americkým systémem, použitým v programu Apollo.
Celý systém je dlouhý přibližně 10 metrů a váží přes 4 tuny. Ústřední součástí systému je centrální konstrukce zvaná věž. Věž je tvořena svařovanou příhradovou konstrukcí z titanových trubek o průměru 2,5 a 3,5 palce. Povrch je ošetřen nástřikem izolačního materiálu Buna N, který chrání konstrukci před žárem z motorů. Věž je zdola spojena s ochranným krytem. Kryt je dělen na dvě části, horní a dolní a pokrývá celý předek velitelského modulu, k němuž je připojen výbušnými šrouby. Jeho úkolem se chránit modul před žárem z hlavního únikového motoru. Shora je na věž připojen hlavní únikový motor.
V případě lodi Apollo byl celkový tah únikového motoru 689 kN. Tah byl rozdělen mezi čtyři trysky nerovnoměrně, tah dvou bočních trysek byl stejný, ale zdvihové trysky se lišily navzájem o 10 %. Rozdílné tahy způsobily jak vynesení kabiny jak vertikálně tak horizontálně. Pohonné látky pro hlavní motor byly v tuhé formě a jednalo se o směs na bázi polysulfidů. Plášť motoru byl vyroben z oceli a jeho průměr byl 26 palců. Systém obsahoval ještě další dva typy motorů které byly umístěny nad hlavním motorem, motor pro odhození věže a motor ovládání zdvihu. Oba typy byly poháněny tuhými pohonnými látkami a jejich doba hoření byla velmi krátká, přibližně jedna sekunda. Motor ovládání zdvihu byl aktivován pouze v případě odpálení v malé výšce, nebo na při odpalu přímo z rampy (nulová výška a rychlost). Jeho úkol bylo provést manévr, při kterém byl modul namířen na oceán. Motor pro odhození věže měl za úkol vytvořit dostatečný tah pro odpojení věže.
Na vrchu byly umístěny dvě aerodynamické ovládací plochy. Za normálních okolností tyto plochy tvoří horní část pláště a nevystupují z profilu plochy. V případě odpálení únikového systému se tyto plochy vysunou a způsobí otočení kabiny do správné pozice pro vypuštění padáků. Ve špici systému je umístěno elektronické zařízení na měření tlaku, zvané Q-Ball. Jeho činnost spočívá v měření tlaku v několika místech a na základě jejich rozdílů stanovuje pozici a vektor letu. Data jsou v Q-Ballu elektronicky zpracovány a následně odeslány veliteli letu do kabiny.

## Scénář úniku

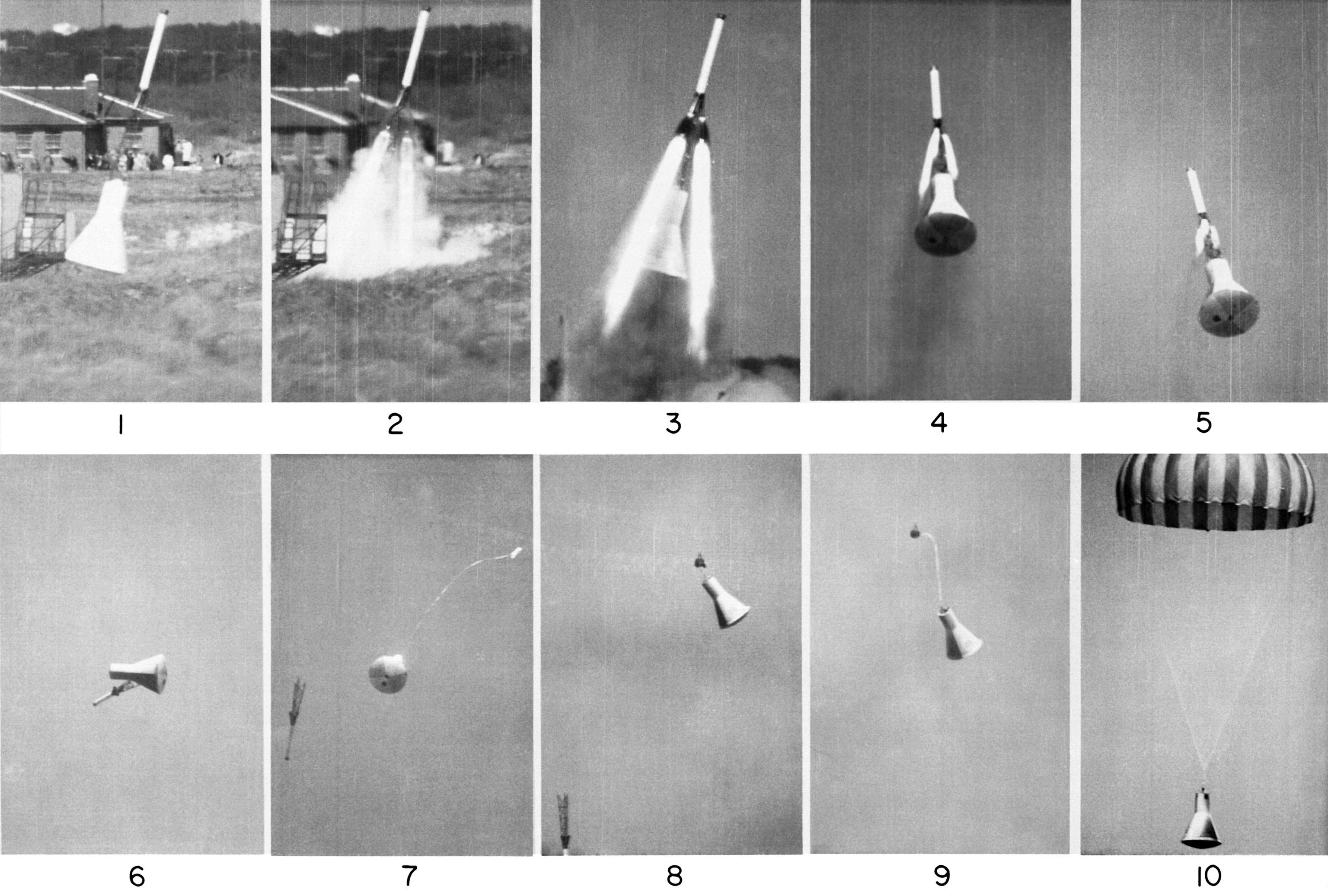
Jednotlivé fáze činnosti únikového systému, test Beach Abort

Systém je možno aktivovat automaticky nebo manuálně. Automatické spuštění následuje po zjištění závažné poruchy jako třeba výrazný pokles tahu (tlaku ve spalovací komoře) nebo výpadek motoru (viz kuriózní selhání mise Mercury-Redstone 1). Systém pracuje v automatickém módu po dobu 100 sekund po startu, ale manuálně jej lze spustit téměř kdykoli. Po aktivaci systému se odehraje (v případě lodi Apollo) následující sled událostí:
1. Vyslán signál k zastavení motorů
2. Resetování hodin ve velitelském modulu
3. Přerušení vedení mezi servisním (SM) a velitelským modulem(VM)
4. Natlakování reaktivního ovládacího systému (RCS)VM
5. Převedení ovládání RCS z SM do VM RCS
6. Převedení energie do baterií VM
7. Oddělení VM od SM
8. Zážeh únikového a zdvihových motoru
9. Rychlé vypouštění paliva z RCS
10. Vysunutí aerodynamických ploch
11. Aktivace přistávacích subsystémů
12. Odhození věže únikového systému
13. Odhození spojovacího prstence
14. Odhození předního tepelného štítu
15. Vypuštěni padáku tepelného štítu
16. Vypuštěni stabilizačních padáků
17. Propláchnutí RCS
18. Uvolnění stabilizačních padáků
19. Vypuštění hlavních padáků
20. Vysunutí krátkovlnných antén a světelného majáku
21. Po dopadnutí do vody je uvolněn hlavní padák (při některých misích byla do vody vypuštěna signální kapalina)

## Únikové systémy v praxi

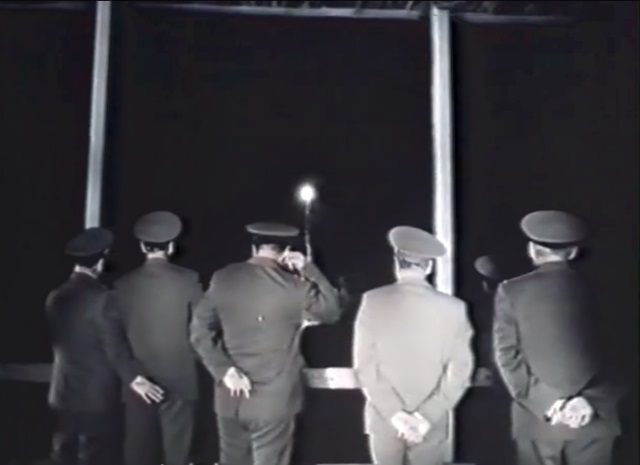
Únik Sojuzu T-10-1 pomocí únikového systému

V dobách programů Mercury a Apollo podstoupily únikové systémy řadu testů. Pro tyto testy byly speciálně zkonstruovány levné testovací rakety Little Joe a Little Joe II. Praktická funkčnost celé koncepce byla ověřena při selhání mise Mercury-Redstone 2, kdy náhle poklesl tlak v motoru a systém se automaticky aktivoval. Na palubě nebyl člověk, ale testovací šimpanz Ham. Systém pracoval správně a kapsle Mercury se bezpečně snesla na padácích do vod Atlantského oceánu.
V sovětském podání však obdobný systém zachránil lidské životy. V roce 1983 došlo před startem mise Sojuz T-10-1 k požáru a modul s kosmonauty musel být odnesen do bezpečí. Krátce po odpálení systému došlo k explozi, která zničila celý odpalovací komplex. Posádka byla při zážehu únikového systému vystavena přetížení až 17 g.

## Podobné systémy

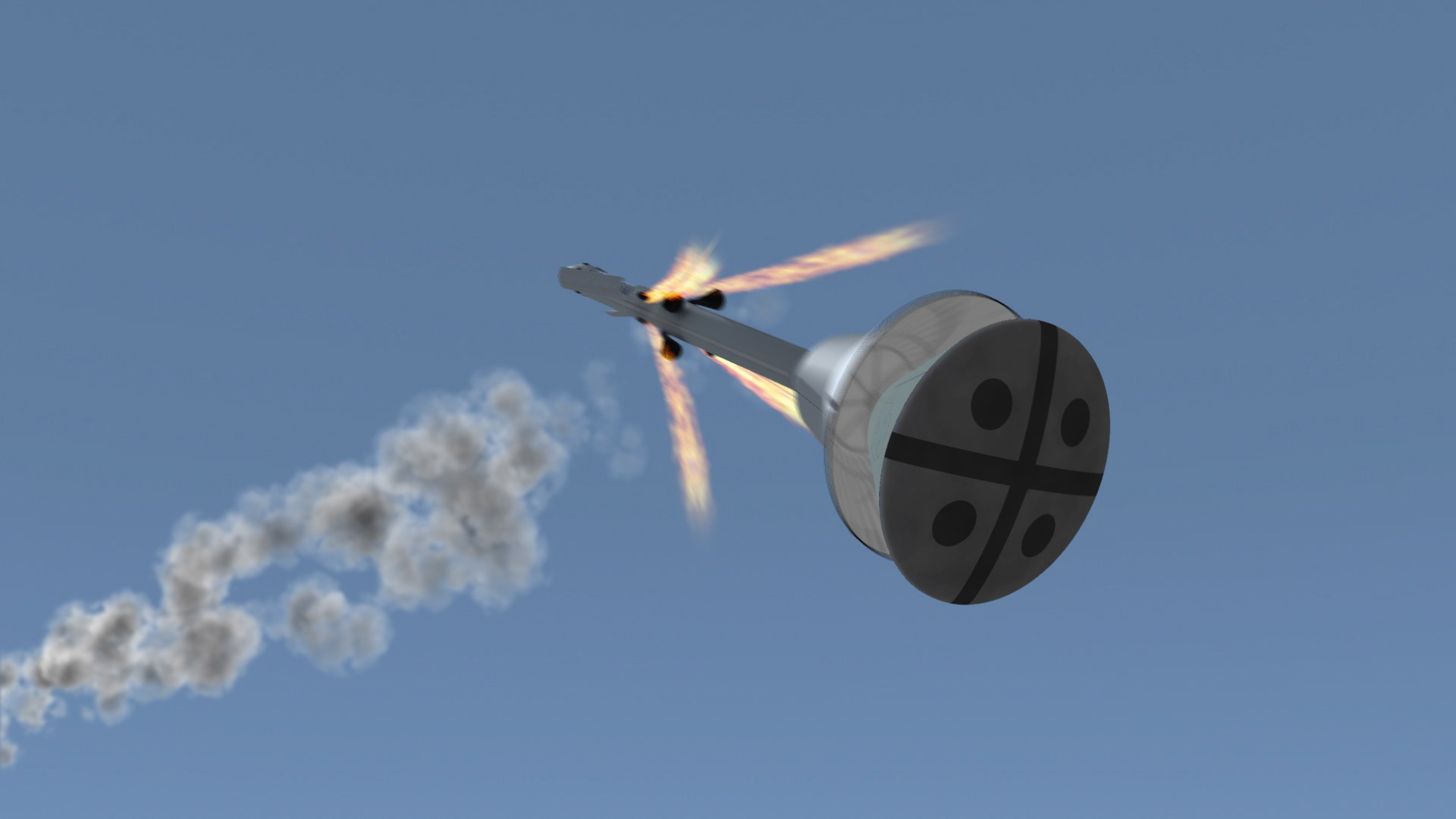
Orion Launch Abort System

Únikový manévr lze provést i pomocí RCS a hlavních motorů lodi, avšak tento postup lze provést pouze ve velkých výškách a nehodí se tak pro použití při nejkritičtější fázi letu, při vzestupu hustými vrstvami atmosféry. Kosmické lodi Gemini únikový systém neměly, ale kosmonauti seděli na vystřelovacích sedadlech, podobně jako v bojových letounech. Vystřelovací sedadla byla použita i na raketoplánech Space Shuttle a Buran. Na Space Shuttle byly zrušeny a místo nich se počítá s únikem posádky pomocí padáků. Únik tak lze provést pouze za předpokladu, že orbiter bude plachtit a bude stabilní. Raketoplán Buran nikdy s posádkou neletěl a měl mít vystřelovací sedadla a separátní střešní poklop pro každé sedadlo. Soukromá společnost Excalibur Almaz plánuje použití obdobného systému na svojí lodi, odvozené od sovětské lodi TKS.